# Phyllodon henkeli

Phyllodon henkeli (лат.) — вид травоядных птицетазовых динозавров, принадлежащих к группе Euornithopoda, живших в конце юрского периода в районе нынешней Португалии.
В 1973—1975 годах Ричард Талборн описал и назвал данного динозавра на основе ископаемого зуба, найденного в шестидесятые годы Зигфридом Хенкелем на территории округа Лейрия, как типовой вид Phyllodon henkeli. Название рода происходит от др.-греч. φυλλον, phyllon — «лист» и ὀδών, odon — «зуб». Обозначение вида дано в честь первооткрывателя.
Голотип, MGSP G5, был найден в слоях фомации Guimarato, относящихся к киммериджу. Он состоит из фрагментов зубов и челюсти. Из-за фрагментарного характера останков Phyllodon помечен как nomen dubium. Oliver Rauhut, однако, отмечает, что эти зубы не редки в формации и с XVIII века встречаются довольно часто.
По Ричарду Талюорну вид Phyllodon henkeli отнесен в семейство Hypsilophodontidae. Эта группа в настоящее время рассматриваются как парафилетическая (неестественная), и поэтому вид причисляют к группе Euornithopoda.